# Тыльжа
Тыльжа (нем. Tilse) — река в Калининградской области России, протяжённостью 44 км. Площадь водосборного бассейна — 207 км². От реки произошло название города Тильзит (современный Советск).

## Название
Река Тыльжа (Тильзе) упоминается в документах Тевтонского ордена. Литовцы, иммигрировавшие в Восточную Пруссию в XV и XVI веках, назвали реку Tilszele (Тильзеле). Современное название реки Тыльжа появилось в 1946 году, когда территория вошла в состав Советского Союза.

## Описание
Исток Тыльжи расположен в 5 км от железнодорожной станции Вишнёвое, которая находится на пути Советск — Щилино — Калушское — Черняховск — Калининград. Река впадает в Неман на высоте 3 метра над уровнем моря.
Течение быстрое. Средняя ширина русла — 1,5 метров. Тыльжа протекает через населённые пункты Михайловка, Рудаково, Искра, Гудково, Ракитино и Ветрово. На берегах реки расположены рощи и луга. Наиболее живописные пейзажи вблизи реки расположены в районе населённых пунктов Ветрово и Ракитино.
Основные притоки — Малая Тыльжа, Подлиповка, Малый (все — правые).